# Helmut Lachenmann

Helmut Lachenmann, 2017

Helmut Friedrich Lachenmann (* 27. November 1935 in Stuttgart) ist ein deutscher Komponist und Kompositionslehrer.

## Studium und Lehre
Helmut Lachenmann entstammt einer musikliebenden Pfarrersfamilie. Er studierte von 1955 bis 1958 an der Musikhochschule Stuttgart Kompositionslehre, Musiktheorie und Kontrapunkt bei Johann Nepomuk David und Klavier bei Jürgen Uhde. Nach Abschluss seiner Kompositionsstudien lernte er während der Darmstädter Ferienkurse 1957 den italienischen Komponisten Luigi Nono kennen und wurde zwischen 1958 und 1960 dessen einziger Schüler; er siedelte deshalb nach Venedig über.
1960 kehrte Lachenmann nach Deutschland zurück, um in München zunächst als freischaffender Komponist und Pianist zu wirken. Von 1966 bis 1976 unterrichtete er an der Musikhochschule in Stuttgart Musiktheorie; den Lehrauftrag unterbrach Lachenmann für einen Ruf 1972/73 als Leiter eines Kompositionskurses an die Musik-Akademie der Stadt Basel. Von 1976 bis 1981 hatte er eine Professur für Theorie und Gehörbildung an der Staatlichen Hochschule für Musik und Theater Hannover inne, bevor er bis zu seiner Emeritierung im Jahre 2002 an der Staatlichen Hochschule für Musik und Darstellende Kunst in Stuttgart eine Kompositionsklasse übernahm. Zu seinen Schülern zählten u. a. Mark Andre, Pierluigi Billone, Christoph Bossert, Nikolaus Brass, Álvaro Carlevaro, Orm Finnendahl, Clemens Gadenstätter, Manuel Hidalgo, Shigeru Kan-no, Max E. Keller, Juliane Klein, Jan Kopp, Mayako Kubo, Harald Muenz, Wolfram Schurig, Cornelius Schwehr, Kunsu Shim, Juan María Solare, und Stefan Streich.

## Künstlerischer Werdegang und Stilmerkmale
Wesentliche Anregungen für seine serielle Kompositionsmethode empfing Lachenmann von Karlheinz Stockhausen während der sogenannten „Kölner Kurse“ und von Luigi Nono, der ihn auf die Probleme der gesellschaftlichen Funktion von Musik aufmerksam machte. Im Gegensatz zu Nono versteht Lachenmann seine Musik so: „An die Stelle des starr punktuellen Klangs sollten bei meiner Musik Klangtypen verschiedener Art treten: Ein- und Ausschwingprozesse, Impulse, statische Farben, Fluktuationen, Texturen, Strukturen.“
Lachenmanns Werk ist einerseits die Auseinandersetzung mit seriellen Techniken und Zufallsmanipulationen, andererseits ein Reflektieren des Selbstverständnisses als freischaffender Komponist. Dies zeigt der Umgang mit Geräuschen als integralem Teil des Klangs, wenn Lachenmann in Guero (1970) das Klavier als Schlag- und Zupfinstrument „zweckentfremdet“. Er will den „hörigen“ Hörer von seinen Hörgewohnheiten befreien und ein neues Kompositions- und Hörverständnis entwickeln. Das geschieht bei Lachenmann in der Art von John Cage und der französischen Musique concrète der frühen 1950er Jahre. Es geht Lachenmann um die Erweiterung des Musikbegriffs, um dessen Loslösung von einer an Tonalität und Tonhöhen fixierten musikalischen Auffassung, wobei jedes akustische Ereignis zu Musik geformt werden kann.
Lachenmann entwickelte konsequent eine Musique concrète instrumentale, die mittels neuer Spieltechniken für die traditionellen Orchesterinstrumente eine Klanglichkeit erzeugt, die dem Geräusch oft näher steht als der sinfonischen Tradition. In der Konfrontation des „philharmonischen Apparates“ mit Klängen, die ihre akustischen Vorgänge offenlegen, soll die Wahrnehmung von Spielern und Hörern auf die Struktur der konkreten Klänge gelenkt werden. Nicht das Erlebnis von Schönklang ist das Ziel seines Komponierens, sondern die Erfahrung von Anordnung und Verwandlung ungewohnter, da ungewöhnlicher Klangereignisse.
Der bisher größte Erfolg Lachenmanns war die Uraufführung des Bühnenwerks Das Mädchen mit den Schwefelhölzern (1997) an der Hamburgischen Staatsoper. Das Werk wurde auch in Paris, Stuttgart und Tokio (Neufassung 2003) aufgeführt. Anlässlich seines 70. Geburtstages fanden auf der ganzen Welt Konzerte mit seiner Musik statt.
Lachenmann hat eine ganze Generation von Komponisten mit seiner Ästhetik (Schönheits- und Wahrheitsbegriff/Materialstand) beeinflusst. Seine klanglichen Verfremdungen und neuen Spieltechniken bezeichnet er darum heute gern als „bereits touristisch erschlossen“. In neueren Werken etwa seit Allegro sostenuto (1986–1988) bezieht Lachenmann wieder in verstärktem Maße traditionelle Tonhöhenkonstellationen ein, auf die nun die zuvor in der Musique concrète instrumentale gemachten Erfahrungen angewendet werden (von ihm selbst als „Gang in die Höhle des Löwen“ etikettiert). Dies führte zu der unvermeidlichen Kontroverse, ob Lachenmann seine frühere avantgardistische Position nun aufgegeben habe.

## Privates
Lachenmann ist mit der Pianistin Yukiko Sugawara verheiratet und lebt in Leonberg-Höfingen. Das Paar hat zwei Töchter. Weitere drei Kinder stammen aus erster Ehe mit der Schriftkünstlerin und Malerin Annette Lachenmann (geb. Büttner).

## Auszeichnungen
- 1972 Bach-Preis der Freien und Hansestadt Hamburg
- 1990 Mitglied der Freien Akademie der Künste Hamburg
- 1997 Ernst von Siemens Musikpreis
- 2001 Verdienstmedaille des Landes Baden-Württemberg
- 2008 Kunstpreis Berlin
- 2010 Ehrendoktorwürde der Hochschule für Musik Carl Maria von Weber Dresden[3]
- 2010 BBVA Foundation Frontiers of Knowledge Award
- 2011 Bundesverdienstkreuz 1. Klasse
- 2012 Ehrendoktorwürde der Hochschule für Musik und Tanz Köln[4]
- 2012 Commandeur des Arts et Lettres[5]
- 2015 Deutscher Musikautorenpreis in der Kategorie Lebenswerk
- 2019/2020 Stipendiat im Internationalen Künstlerhaus Villa Concordia in Bamberg.[6]
- 2025 Preis des Präsidenten der Republik 2024 der Académie Charles Cros

## Werkverzeichnis
- Fünf Variationen über ein Thema von Franz Schubert [Walzer cis-Moll, D643] für Klavier (1956) 7 min.
- Rondo für zwei Klaviere (1957)
- Souvenir. Musik für 41 Instrumente (1959) 15 min.
- Due Giri. Zwei Studien für Orchester (1960) unaufgeführt, unveröffentlicht
- Tripelsextett für je sechs Holzbläser, Blechbläser und Streichinstrumente (1960–61) unaufgeführt, unveröffentlicht
- Fünf Strophen für neun Instrumente (1961)
- Echo Andante für Klavier (1961–62) 12 min.
- Angelion für 16 Instrumente (1962–63) unaufgeführt, unveröffentlicht
- Wiegenmusik für Klavier (1963) 4 min.
- Introversion I für 18 Instrumente (1963) aleatorische und ausgeschriebene Fassung
- Introversion II für 8 Instrumente (1964)
- Scenario für Tonband (1965) 12,5 min, unveröffentlicht.
- Streichtrio I für Violine, Viola und Violoncello (1965) 12 min.
- Trio fluido für Klarinette, Viola und Schlagzeug (1966) 19 min.
- Intérieur I für einen Schlagzeugsolisten (1965–66) 16 min.
- Consolation I für 12 Stimmen und 4 Schlagzeuger (1967) 9 min.
- Consolation II für 16 Vokalstimmen (gemischten Chor) (1968) 6 min.
- temA für Flöte, Stimme (Mezzosopran) und Violoncello (1968) 16 min.
- Notturno für kleines Orchester mit Violoncello-Solo (Musik für Julia) (1966–68) 19 min.
- Air. Musik für großes Orchester mit Schlagzeug-Solo (1968–69/94) 20 min.
- Pression für einen Cellisten (1969–70/2010) 9 min.
- Dal niente (Intérieur III) für einen Solo-Klarinettisten (1970) 17 min.
- Guero. Studie für Klavier (1970/88) 5 min.
- Kontrakadenz für großes Orchester (1970–71) 18 min.
- Montage von Dal niente, Guero und Pression für Klarinette, Klavier und Violoncello (1971) unveröffentlicht
- Gran Torso. Musik für Streichquartett (1971–72/78/88) 23 min.
- Klangschatten – mein Saitenspiel für 48 Streicher und 3 Konzertflügel (1972) 28 min.
- Fassade für großes Orchester (1973) 22 min.
- Zwei Studien für Violine allein (1974) zurückgezogen
- Schwankungen am Rand. Musik für Blech und Saiten (1974–75) 30 min.
- Accanto. Musik für einen Soloklarinettisten mit Orchester (1975–76) 26 min.
- Salut für Caudwell. Musik für zwei Gitarristen (1977) 26 min.
- Les Consolations für Chor und Orchester (1967/78) 38 min.
- Tanzsuite mit Deutschlandlied. Musik für Orchester mit Streichquartett (1979–80) 36 min.
- Ein Kinderspiel. Sieben kleine Stücke für Klavier (1980) 15 min.
- Harmonica. Musik für Orchester mit Solo-Tuba (1981–83) 31 min.
- Mouvement (– vor der Erstarrung) für Ensemble (1982–84) 22 min.
- Ausklang. Musik für Klavier und Orchester (1984–85) 52 min.
- Dritte Stimme zu J. S. Bachs zweistimmiger Invention d-Moll BWV 775 für variable Besetzung (1985) 2 min.
- Toccatina. Studie für Violine allein (1986) 5 min.
- Staub. Für Orchester (1985–87) 20 min.
- Allegro sostenuto. Musik für Klarinette/Baßklarinette, Violoncello und Klavier (1986–88) 33 min.
- 2. Streichquartett „Reigen seliger Geister“ (1989) 28 min.
- Tableau für Orchester (1988–89) 10 min.
- „...zwei Gefühle...“, Musik mit Leonardo für Sprecher und Ensemble (1991–92) 23 min.
- Das Mädchen mit den Schwefelhölzern. Musik mit Bildern (Musiktheater; 1988–96) 120 min.
- Serynade für Klavier (1997–98) 30 min.
- Nun für Flöte, Posaune und Orchester mit Männerstimmen (1997–99/2002) 40 min.
- Sakura-Variationen über ein japanisches Volkslied für Saxophon, Schlagzeug und Klavier (2000) 6 min.
- 3. Streichquartett „Grido“ (2001/02) 25 min.
- Schreiben für Orchester (2003–04) 28 min.
- Double (Grido II) für Streichorchester (2004; Bearbeitung seines 3. Streichquartetts) 23 min.
- Concertini für Ensemble (2005) 42 min.
- Got Lost... Musik für Stimme und Klavier (2007–08), Text: Friedrich Nietzsche und Fernando Pessoa, 26 min.
- Berliner Kirschblüten. Ein Arrangement mit drei Variationen über ein japanisches Volkslied für Altsaxophon, Klavier und Schlagzeug (2008) – eine Fortführung der Sakura-Variationen über das japanische Volkslied Sakura, ein Nebenwerk.
- Marche Fatale Version für Klavier Solo (2016)
- Marche Fatale Version für großes Orchester (2017)
- My Melodies für acht Hörner und großes Orchester (2012–18)[7]
- Mes Adieux, Streichtrio II (2021/22)

## Veröffentlichungen

### Sammelbände
- Musik als existentielle Erfahrung – Schriften [1959] 1966–1995. Herausgegeben von Josef Häusler. Breitkopf & Härtel/Insel, Wiesbaden 1996. Überarbeitete 2. Auflage 2004. ISBN 3-7651-0247-4.
- Kunst als vom Geist beherrschte Magie. Texte zur Musik 1996 bis 2020. Herausgegeben von Ulrich Mosch. Breitkopf & Härtel/Insel, Wiesbaden 2021. ISBN 978-3-7651-0478-7.

### Aufsätze
- Hören ist wehrlos – ohne Hören. Über Möglichkeiten und Schwierigkeiten, in: MusikTexte 10, Juli 1985, 7–16.
- Struktur und Musikantik, nova giulianiad 6/85, S. 92 ff.
- Über das Komponieren, in: MusikTexte 16, Oktober 1986, 9–14.
- Über Strukturalismus, in: MusikTexte 36, Oktober 1990, 18–23.
- Kunst und Demokratie, in: MusikTexte 122, August 2009, 26–28.
- Tradition der Irritation. Nachdenken über das Komponieren, den Kunstbegriff und das Hören, in: MusikTexte 132, Februar 2012, 11–13.
- Komponieren am Krater, in: MusikTexte 151, November 2016, 3–5.

## Gespräche
- „Nicht hörig, sondern hellhörig“. Helmut Lachenmann im Gespräch mit Frank Hilberg, in: MusikTexte 67/68, Januar 1997, 90–92.
- „Ernst machen: das kann ja heiter werden!“. Hören als Beobachten: Helmut Lachenmann im Radiogespräch mit Michael Struck-Schloen, in: MusikTexte 140, Februar 2014, 20–26.
- „Ich bin selber die Wunde“. Helmut Lachenmann im Gespräch mit Tobias Rempe, in: MusikTexte 151, November 2016, 60–62.
- „Ich komponiere nicht, ich werde komponiert“. Helmut Lachenmann im Gespräch mit Stephan Mösch, in: Komponieren für Stimme. Von Monteverdi bis Rihm, hg. von Stephan Mösch, Bärenreiter Verlag, Kassel 2017, S. 342–347
- "Ich hasse Humor". Helmut Lachenmann im Gespräch mit Johann Jahn, in: BR-Klassik am 6. Juni 2018[8]
- "Wie reine Luft und reines Wasser". Helmut Lachenmann im Gespräch mit Wolfgang Schreiber, in Süddeutsche Zeitung, 28. Mai 2020[9]
- "Currentzis-LAB mit Patricia Kopatchinskaja und Helmut Lachenmann".  Livemitschnitt aus der Stuttgarter Liederhalle vom 15. September 2020[10]

## Film
- Musica Viva – Forum der Gegenwartsmusik: Helmut Lachenmann, Regie: Peider A. Defilla, Deutschland 2003
- … zwei Gefühle … – Der Komponist Helmut Lachenmann, Regie: Uli Aumüller, Deutschland 1996
- …Wo ich noch nie war – Der Komponist Helmut Lachenmann, Regie: Bettina Ehrhardt, Deutschland, 2006
- Helmut Lachenman – My Way, Regie: Wiebke Pöpel, Deutschland 2021, Deutscher Dokumentarfilmpreis 2021